# Einsiedlerplatz
Der Einsiedlerplatz liegt im 5. Wiener Gemeindebezirk Margareten. Er wurde Anfang der 1870er Jahre im Zuge der Verbauung des Geländes südlich der Schönbrunner Straße angelegt. Der Name, der 1873 verliehen wurde, erinnert an die Einsiedelei des Matthäus Käufler, die Ende des 18. Jahrhunderts in der Gegend bestand.

## Beschreibung
Der rechteckige Platz ist ungefähr von Südwesten nach Nordosten ausgerichtet. Er wird an der nordwestlichen Längsseite vom Straßenzug der Gießaufgasse, an der nordöstlichen Schmalseite von der Oberen Amtshausgasse, an der südöstlichen Längsseite von der Arbeitergasse und an der südwestlichen Schmalseite von der Einsiedlergasse eingefasst. Die Nummerierung der Häuser dieser Straßenzüge ist entlang des Platzes unterbrochen. Außerdem mündet in der Mitte der beiden Längsseiten die Embelgasse ein, deren Verlauf durch den Platz geteilt wird.
Die umgebenden Gebäude stammen fast durchwegs aus der Zeit der Errichtung des Stadtviertels, also dem dritten und vierten Viertel des 19. Jahrhunderts, und sind im Stil des Strengen oder des Späten Historismus errichtete mehrgeschoßige Zinshäuser. Bei einigen davon wurde im Zuge von Renovierungen der Fassadenzierrat entfernt. Einzelne Objekte wurden nach dem Zweiten Weltkrieg errichtet.
Das Platzinnere nimmt der Einsiedlerpark ein. Das einzige Gebäude im Innenbereich ist das Volksbad Einsiedlerplatz, das in der Hälfte der südwestlichen Schmalseite erbaut wurde.

### Gebäude

#### Nr. 3 und Nr. 4
Die beiden strenghistoristischen Häuser (Nr. 4 aus dem Jahr 1887) sind zum Platz hin einheitlich fassadiert, laut Dehio befinden sich im Garten allegorische Figuren aus dem 18. Jahrhundert und Reliefs männlicher Aktdarstellungen aus dem Jahr 1915.

#### Nr. 7
Das viergeschoßige Eckhaus zur Arbeitergasse (Identanschrift: Arbeitergasse 30) entstand 1871 als Teil der Arbeiterwohnhausanlage Carolinum nach Plänen des Baumeisters Johann Friedl.

#### Nr. 13
An der dem Einsiedlerplatz zugewandten Fassade des nach 1945 errichteten Gebäudes befindet sich das Relief Generationenkette der Bildhauerin Margarete Hanusch.

#### Nr. 18
Das Volksbad wurde 1890 errichtet, der Fassadendekor wurde in späterer Zeit abgeschlagen. Es war ein klassisches Tröpferlbad und wird nunmehr von der Stadt Wien als Sauna betrieben.

### Bilder

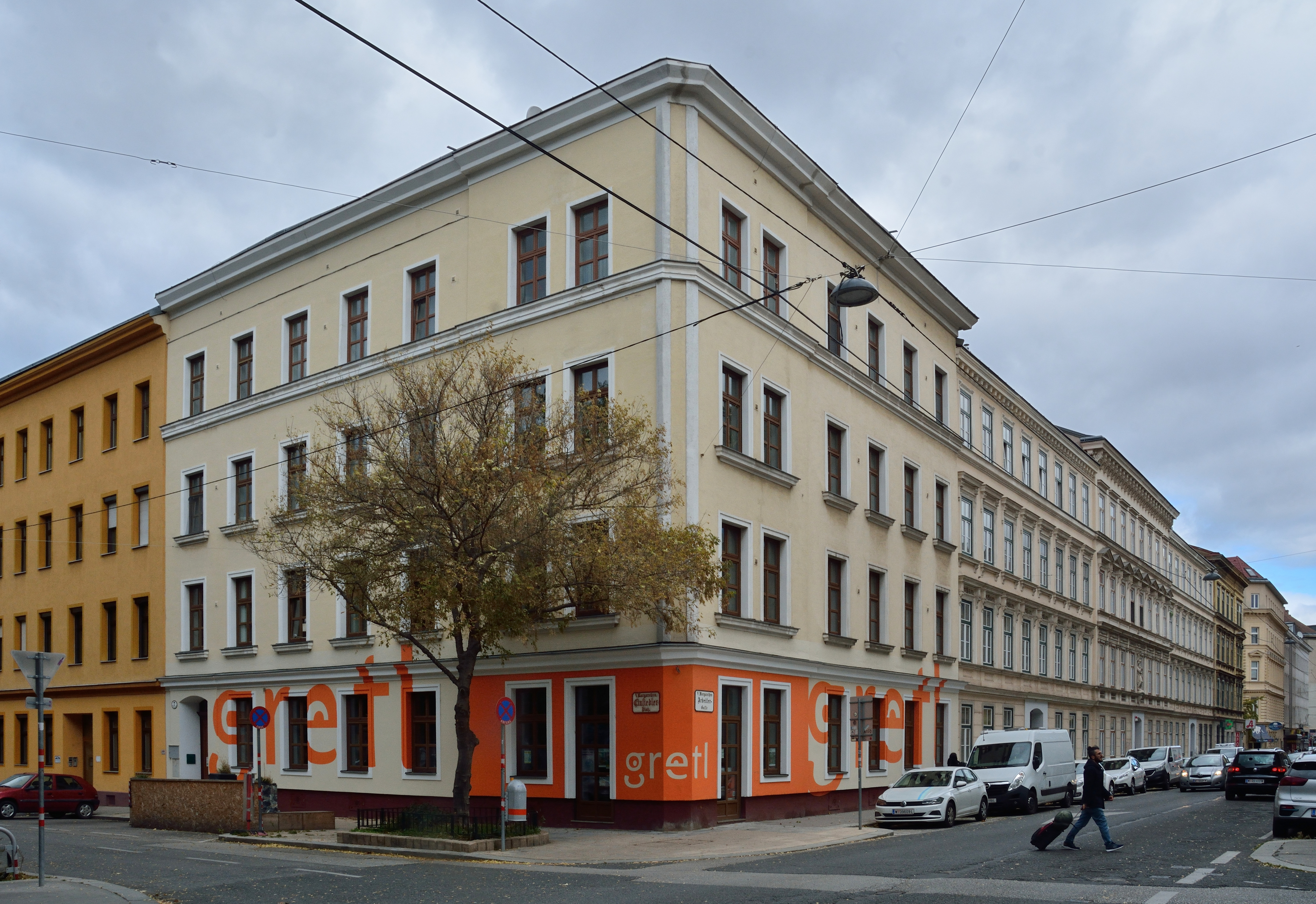
Nr. 7
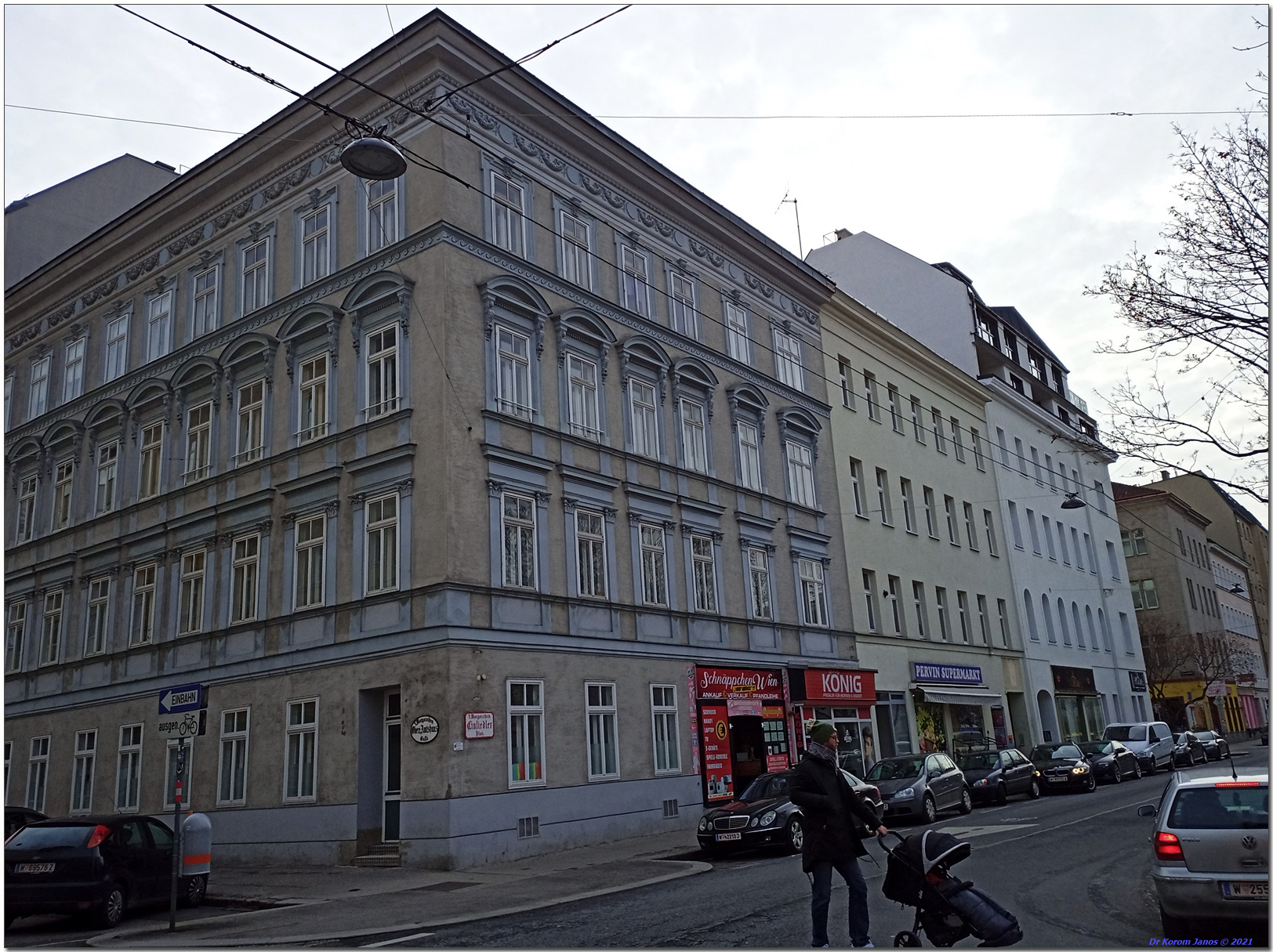
Nr. 8 (ident: Obere Amtshausgasse 47)
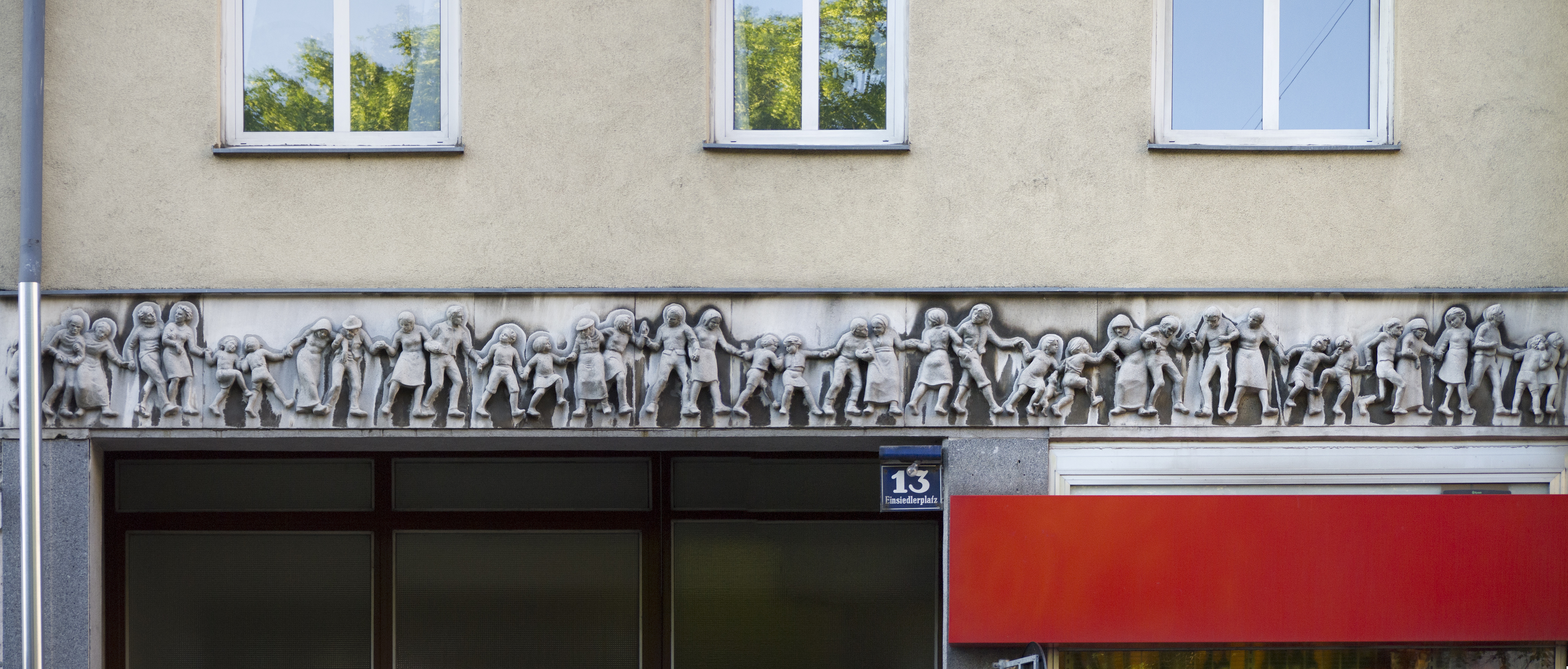
Nr. 13: Relief Generationenkette (Margarete Hanusch, 1969)
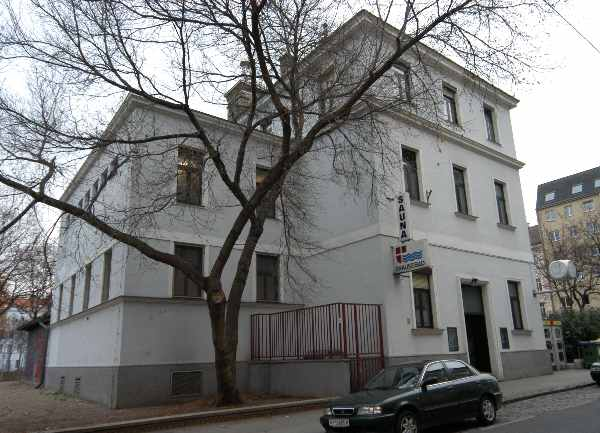
Nr. 18: Volksbad
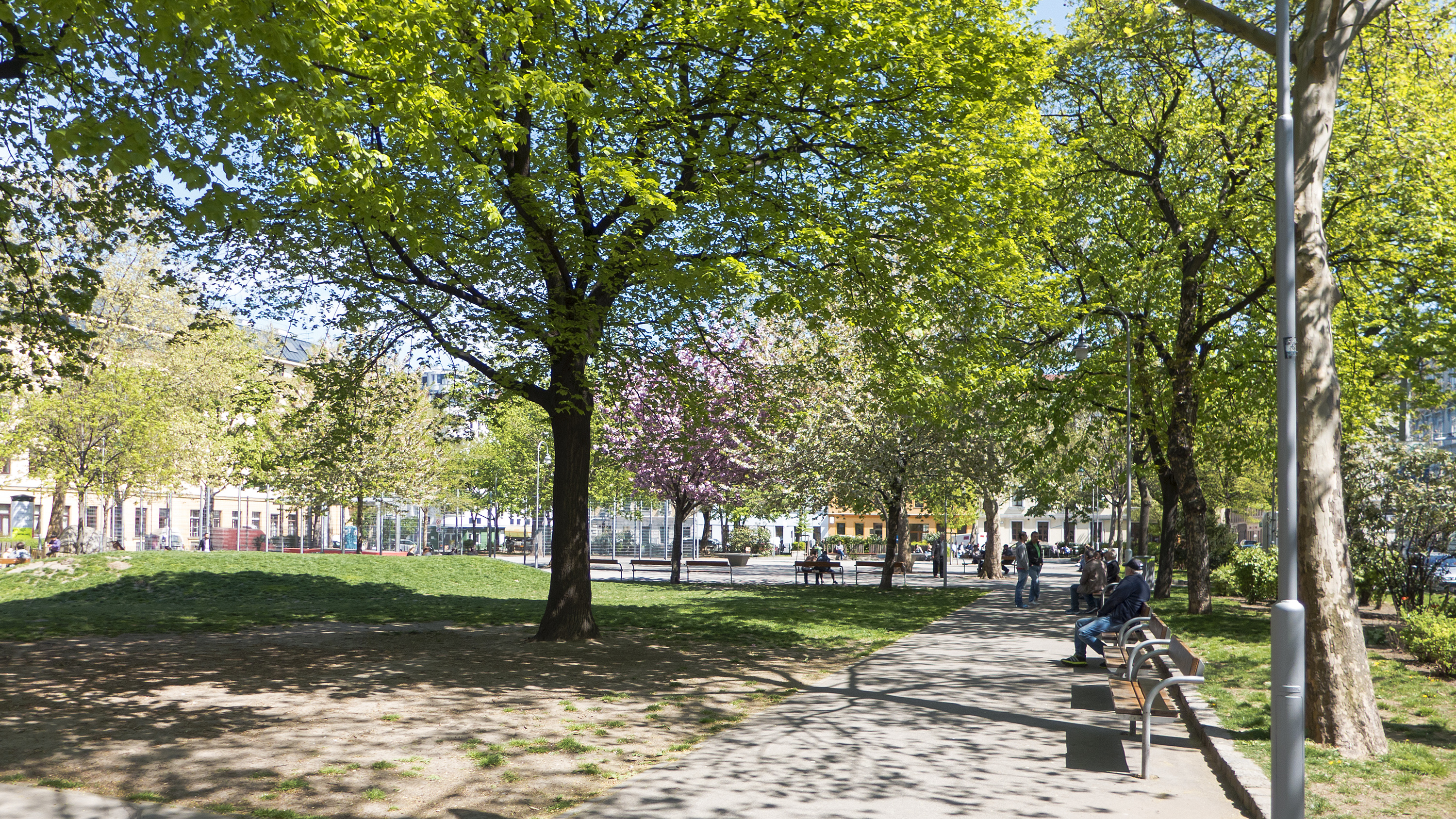
Einsiedlerpark

## Verkehr

### Individualverkehr
Die südöstliche Fahrbahn des Platzes liegt im Zuge der Arbeitergasse und damit einer Verbindung vom 4. und 5. zum 12. Bezirk. Dieser Abschnitt ist als Hauptstraße A eingestuft.
Individualverkehr mit Kraftfahrzeugen ist auch auf den übrigen Fahrbahnen entlang des Platzes erlaubt, im Zuge der Einsiedlergasse und der Gießaufgasse als Einbahn im Uhrzeigersinn. In der Einsiedlergasse ist Radfahren auch gegen die Einbahn gestattet. Im Zuge der Gießaufgasse ist auf der gesamten Länge des Platzes eine Wohnstraße eingerichtet. Sie darf daher mit Fahrrädern ebenfalls gegen die Einbahn befahren werden. 
Für alle Verkehrsflächen rund um den Einsiedlerplatz gilt (wie auch in den angrenzenden Straßen) eine Geschwindigkeitsbeschränkung auf 30 km/h.

### Öffentlicher Verkehr
Im Zuge der Arbeitergasse wird der Einsiedlerplatz von der städtischen Autobuslinie 59A befahren; eine Haltstelle befindet sich an der südwestlichen Ecke des Platzes.